# Hassnae Bouazza
Pour les articles homonymes, voir Bouazza.
Œuvres principales
- Een koffer vol citroenen (2022)

Hassnae Bouazza (en arabe : حسناء بوعزة, ḥasnāʾ būʿazza) née le 13 octobre 1973 à Oujda (Maroc), est une journaliste, écrivaine, chroniqueuse, traductrice et programmiste néerlando-marocaine.

## Biographie
Bouazza naît dans la ville d'Oujda dans le nord-est du Maroc. Sa famille quitte le Maroc pour rejoindre son père, déjà présent aux Pays-Bas en tant que travailleur invité. Ils s'installent à Arkel, où la famille Bouazza est la seule famille marocaine. Son frère est l'écrivain Hafid Bouazza. Elle étudie la langue et la littérature anglaises à l'Université d'Utrecht.
Grandissant à Arkel, Bouazza vit dans un environnement où elle et sa famille se sentent souvent marginalisés. Sa mère joue un rôle crucial en lui inculquant la valeur de son identité et en l'encourageant à se définir par ses propres termes plutôt que par les jugements extérieurs. Ces enseignements sur la résilience et l'acceptation des différences influencent profondément sa perspective de la vie.
Hassnae Bouazza poursuit une carrière variée en tant que journaliste, écrivaine et réalisatrice. Elle est connue pour son engagement à mettre en lumière des histoires souvent négligées et pour son travail sur des sujets liés à la diversité, à l'identité et aux droits des femmes. Son parcours professionnel reflète son profond engagement à raconter des histoires humaines avec empathie et authenticité.
En tant que journaliste, Bouazza collabore avec plusieurs publications et médias, apportant une perspective nuancée sur les questions sociales et culturelles. Son travail est reconnu pour sa capacité à aborder des sujets complexes avec sensibilité et perspicacité. En tant que réalisatrice, elle contribue à des projets qui explorent les expériences des communautés marginalisées et mettent en avant des voix souvent sous-représentées. Bouazza écrit des chroniques pour Vrij Nederland et Frontaal Naakt et est programmiste pour la VPRO. Elle est la réalisatrice de la série documentaire de la NTR Seks en de Zonde (2014), conçue, compilée et présentée par Femke Halsema, sur les femmes dans l'islam. Elle a également réalisé le documentaire De klas van '94 (2019), dans lequel l'historienne Nadia Bouras recherche ses anciens camarades de classe, enseignants et les fondateurs de l'école islamique Bouschrã fondée en 1971 à Amsterdam.
Depuis mai 2013, Bouazza dirige un blog féministe en ligne intitulé Aicha Qandisha. Après le décès de sa mère, elle a écrit Een koffer vol citroenen (2022), dans lequel elle décrit leur relation et la douleur de la perte. En 2024, elle dédie une chronique sur le quotidien NRC Handelsblad sur la question du voile aux Pays-Bas,.

## Divers

### Engagement pour la justice sociale
Hassnae Bouazza est également reconnue pour son engagement en faveur de la justice sociale et des droits des enfants. Elle met en lumière les défis auxquels sont confrontés les élèves des milieux défavorisés en matière d'accès à une alimentation adéquate. Elle souligne les impacts positifs des initiatives telles que les programmes de repas gratuits dans les écoles, qui visent à réduire les inégalités et à améliorer le bien-être des élèves. Bouazza note que ces repas gratuits ne se contentent pas de répondre aux besoins nutritionnels des enfants, mais jouent également un rôle crucial dans la réduction du stress lié à la pauvreté et dans la promotion d'un environnement scolaire plus équitable.
Dans un contexte où la pauvreté croissante affecte de plus en plus de familles, Bouazza souligne l'importance des mesures de soutien telles que les repas scolaires gratuits. Elle note que, bien que ces initiatives aient démontré des résultats significatifs en améliorant la performance scolaire et la dynamique des relations au sein des écoles, elles sont menacées par des incertitudes de financement. Bouazza appelle à la mobilisation des décideurs politiques pour garantir la pérennité de ces programmes essentiels, affirmant que personne, surtout pas les enfants, ne devrait souffrir de la faim dans un pays riche.

### Engagement pour les droits LGBTIQ+ et critique de l'intolérance
Hassnae Bouazza exprime régulièrement ses préoccupations concernant les questions de droits humains et d'intolérance à travers ses écrits et ses prises de position publiques. Dans une de ses colonnes, Bouazza aborde la question de l'acceptation de l'homosexualité parmi les jeunes à Amsterdam, soulignant que moins de la moitié d'entre eux montre une attitude positive envers les personnes LGBT. Elle attribue cette situation en partie à l'attitude des politiciens comme Geert Wilders, qui, selon elle, alimentent l'intolérance envers la communauté LGBTIQ+ par leurs discours et leurs politiques.
Bouazza critique ouvertement les personnalités politiques telles que Wilders et Caroline van der Plas pour leur rhétorique anti-LGBTIQ+, affirmant que leur discours contribue à un climat de haine et à une diminution de la liberté des personnes LGBTIQ+. Elle met en lumière le paradoxe où ces mêmes politiciens blâment les communautés musulmanes pour des attitudes intolérantes, tout en négligeant leur propre rôle dans la propagation de la haine.
En parallèle, Bouazza souligne que de nombreux musulmans acceptent les personnes LGBTIQ+ et exprime le désir de voir davantage de voix musulmanes s'élever en faveur de cette communauté. Elle appelle à une reconnaissance et un soutien sincères pour les personnes LGBTIQ+ musulmanes, qui peuvent se sentir isolées et jugées tant au sein de leur propre communauté qu'à l'extérieur. Selon elle, il est crucial que les personnes concernées sachent qu'elles ne sont pas seules et qu'il existe des alliés prêts à les soutenir sans jugement.